# Trichonta falcata
Trichonta falcata är en tvåvingeart som beskrevs av Lundstrom 1911. Trichonta falcata ingår i släktet Trichonta och familjen svampmyggor. Arten är reproducerande i Sverige. Inga underarter finns listade i Catalogue of Life.